# Lema de Riemann-Lebesgue
Em matemática, o Lema de Riemann-Lebesgue recebe o nome em honra aos matemáticos Bernhard Riemann e Henri Lebesgue.

## Enunciado
Seja {\displaystyle f:\mathbb {R} \to \mathbb {C} \,} uma função L1. Então:
{\displaystyle \lim _{w\to \infty }\int _{\mathbb {R} }f(x)\cos(wx)dx=\lim _{w\to \infty }\int _{\mathbb {R} }f(x)\sin(wx)dx=0}
Equivalentemente, pode-se escrever:
{\displaystyle \lim _{w\to \infty }\int _{\mathbb {R} }f(x)e^{iwx}dx=0}
Ou seja, a transformada de Fourier de {\displaystyle f\,} converge para zero, quando {\displaystyle w\,} vai a infinito.

## Convergência fraca
O lema de Riemann-Lebesgue mostra que a sequência {\displaystyle \sin(nt)} converge fracamente para 0 no espaço de Hilbert L2 (a,b).